# Karamodža

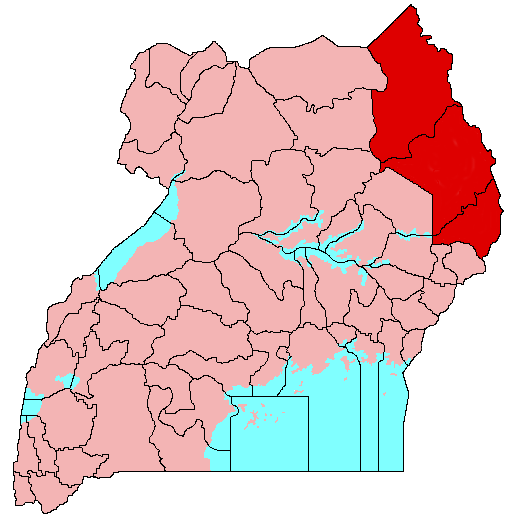
Karamodža a její moderní distrikty

Karamodža (anglicky [Karamoja]), je region na severovýchodě Ugandy o rozloze 28 187 km², zahrnující distrikty Kotido, Moroto a Nakapiripirit, jež jsou součástí formální Severní oblasti.
Region je většinou polovyprahlá rovina, s nevlídným tropickým podnebím a nízkými ročními srážkami. Je to z velké části savana, s průměrnou nadmořskou výškou 1400 metrů, porostlá sezónními travinami, bodláčím, příležitostně i malými stromy. Na východních hranicích regionu leží vysoké hory, Mt. Kadam, Mt. Napak, a Mt. Moroto, dosahující nadmořské výšky 3000 metrů a víc.
Karamodžu obývají především kmeny Karamodžong a Oropomové, žijící polokočovným způsobem života. Život v regionu zůstal po tisíce let téměř nezměněn. Západní technologie, léky, oblečení, kultura, a křesťanství, jež různou silou ovlivnily zbytek Ugandy, zdejší obyvatele téměř nepoznamenaly.

## Administrativní vývoj
Karamodža byla do dubna 1971 distriktem, jenž byl součástí formální ugandské Severní oblasti. Metropolí distriktu bylo město Moroto. V dubnu 1971 byl do té doby jednotný distrikt rozdělen na distrikty Severní Karamodža (North Karamoja - později přejmenovaný na Kotido) a Jižní Karamodža (South Karamoja - dnešní distrikty Moroto a Nakapiripirit). V letech 1973-1981 pak byla Jižní Karamodža rozdělena na distrikty Moroto a Nakapiripirit, které pak byly opět sjednoceny jako distrikt Moroto. Roku 1976 byla Severní oblast zrušena a Karamodža se stala provincií. Ta pak byla roku 1989 zase zrušena a začleněna do obnovené Severní oblasti. Od té doby není Karamodža administrativním celkem. V červenci 2001 došlo k obnově distriktu Nakapiripirit. V návrzích ugandských federalistů na přeměnu Ugandy na federaci, figuruje Karamodža jako jeden z nových spolkových států.